# Vilaiete do Hejaz
```
   |-
       |
Erro:
:  
valor não especificado para "
nome_comum
"

   |-
       | 
Erro:
:  
valor não especificado para "
continente
"
```

O Vilaiete do Hejaz (Árabe: ولاية الحجاز Wilayat al-Ḥijāz; Turco Otomano: ولايت حجاز Vilâyet-i Hijaz) refere-se à região de Hejaz da Arábia quando foi administrada como uma província de primeiro nível (vilaiete) do Império Otomano. No início do século XX, supostamente tinha uma área de 96 500 milha quadradas (250 000 km2). O Hejaz incluía todas as terras da fronteira sul do Vilaiete da Síria, ao sul da cidade de Ma‛an, até a fronteira norte do Vilaiete do Iêmen, ao norte da cidade de Al Lith.
Apesar de sua falta de recursos naturais, a região teve grande importância política como o berço do Islão e foi uma fonte de legitimidade para o domínio dos Otomanos. Os subsídios fornecidos pelo estado e o zakat eram a principal fonte de renda para a população das duas cidades sagradas, mas o comércio gerado pelo haje também era uma importante fonte de receita.
A força regular Otomana em Hejaz era constituída como uma fırka (divisão), ligada ao Sétimo Exército no Iêmen. Fora das cidades e vilas, a autoridade Otomana era fraca. Apenas Medina e Jidá tinham guarnições permanentes.

## História

### Origens

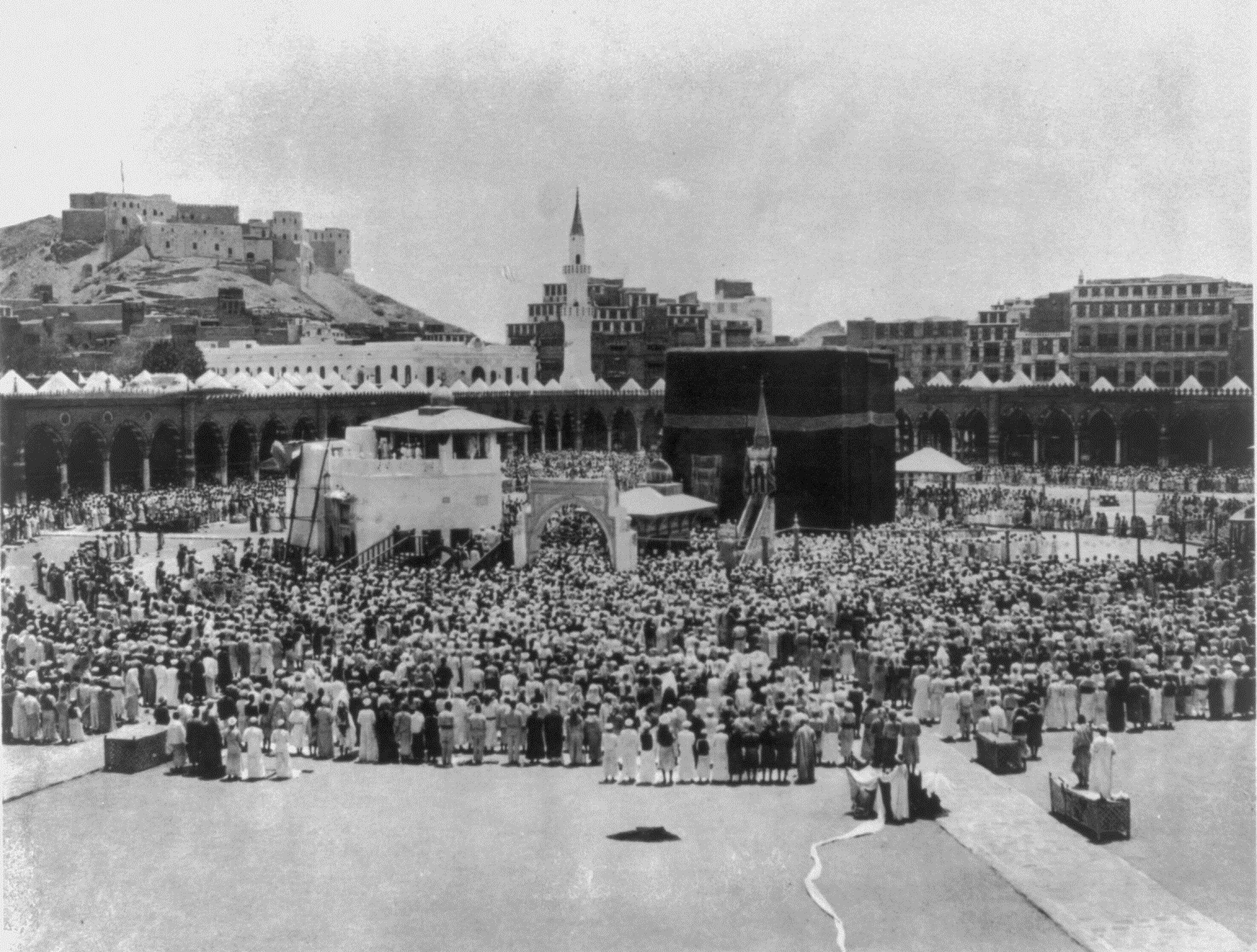
A Caaba em Meca, em 1889

O Sultão Selim I derrotou o Sultanato Mameluco em 1517 e assumiu o Egito. O Hejaz era na época, uma suserania Mameluca e dependia do Egito para importação de grãos, e também estava sob ameaça de uma marinha Portuguesa agressiva no Mar Vermelho. Como resultado, o emir de Meca na época, Berecate ibne Maomé Haceni, enviou o seu filho de 12 anos, Maomé (futuro "Ebu-Numei"), para o Egito e prometeu sua lealdade ao Sultão Otomano, juntamente com o chave de Meca. O Sultão permitiu que o emir de Meca permanecesse no poder em troca de lealdade ao Sultão. Para fortalecer a legitimidade do Sultão em Hejaz e no mundo Muçulmano, o Sultão adotou o título de Guardião das Mesquitas Sagradas. Inicialmente, os Otomanos administraram o Hejaz sob o Eialete do Egito. O Xarife de Meca representava a autoridade imperial na região. Mais tarde, a administração caiu para os Governadores de Jidá, e o Eialete de Jidá foi mais tarde transformado no Vilaiete do Hejaz, com um governador em Meca.

### Ocupação uaabita
Desde a década de 1750, os Muçulmanos uaabitas, uma seita puritana da região do Négede, apoiada pela influente família Al Saud, começaram a representar uma ameaça à estabilidade do Hejaz. Em 1801, enquanto a atenção da Sublime Porta Otomana estava desviada para a invasão Francesa do Egito, os uaabitas dominaram as defesas locais do Hejazi e capturaram as cidades sagradas. Serif Pasha, o governador de Jidá, recuperou temporariamente Meca de volta dos uaabitas, mas foi finalmente derrotado em 1806. Os uaabitas impuseram as suas estritas doutrinas religiosas nas cidades sagradas; a menção do Sultão foi proibida durante os sermões de Sexta-Feira, funcionários dos quatro madhhabs (escolas de jurisprudência islâmica) foram demitidos e substituídos por uaabitas. No início de 1807, o líder do exército uaabitas ibne Saúde ordenou a expulsão de todos os peregrinos e tropas leais ao Emir de Meca, saqueando a cidade posteriormente. Foi alegado que Ibn Saud proibiu caravanas de peregrinos que eram acompanhadas de trompetes e tambores, o que contrariava as doutrinas uaabitas.
O governo Otomano viu-se incapaz de confrontar os uaabitas e deu a tarefa de derrotá-los ao poderoso Maomé Ali Paxá do Egito em 1809-1810.  Maomé Ali Paxá despachou um exército comandado por seu filho Tusun Paxá em 1811, e retomou com sucesso Medina e Meca em 1812 e 1813 respectivamente. Tusun Paxá morreu de doença durante a campanha e foi substituído pelo seu irmão mais novo, Ibraim Paxá, que continuou a campanha no Négede, com a guerra a terminar apenas em Setembro de 1818, com a derrota e dissolução do que ficou conhecido como o Primeiro Estado Saudita. De 1818 a 1845, a região foi administrada pelo Egito, até que Maomé Ali foi forçado a restaurar Hejaz ao Sultão como resultado da Segunda Guerra Turco-Egípcia. Osman Paxá foi então nomeado para Governador do Hejaz. As fronteiras da província foram melhor redefinidas e o Emirado de Meca foi restaurado.

### Período do Vilaiete

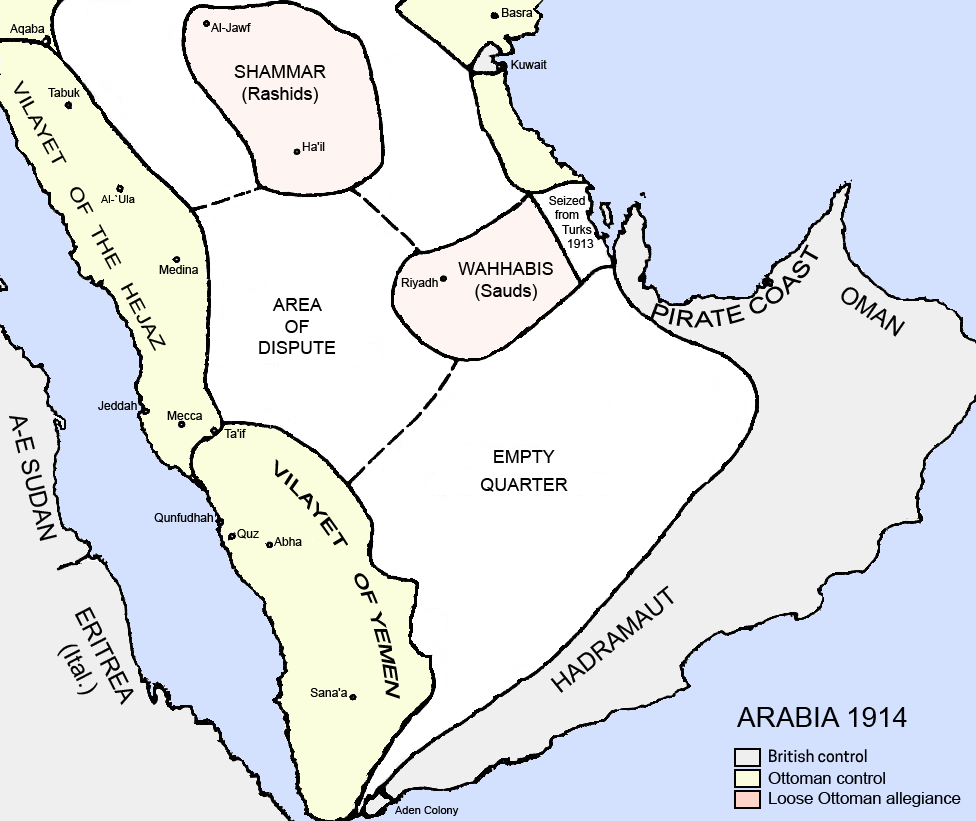
A Península Arábica em 1914

No final da década de 1860, uma comissão foi enviada ao Hejaz para reorganizar a província, e as décadas seguintes presenciaram a introdução de reformas administrativas. Hejaz foi reorganizado como um vilaiete em 1872 de acordo com a Lei do Vilaiete de 1864. A província foi dividida em sanjacos, cazas e anaias. Meca tornou-se o centro do vilaiete, com Medina e Jidá como sanjacos. A estrutura administrativa do Hejaz foi reformada, mas algumas mudanças promulgadas no resto do Império não foram implementadas aqui.
As cidades de Meca e Medina estavam isentas do pagamento de impostos e, de fato, receberam subsídios, chamados surre, do tesouro Otomano que seria distribuído aos pobres em Meca e Medina. A região do Hejaz recebeu pela primeira vez subsídios no reinado do califa abássida Almoctadir no século X, posteriormente tornou-se habitual que outros califas e sultões enviassem esses subsídios. No entanto, além dos moradores de Meca e Medina, os habitantes de outras cidades e aldeias não beneficiaram tanto. Também foram pagos subsídios a notáveis xeques nómadas, que tinham o potencial de perturbar a passagem de peregrinos na região. Toda a província também estava isenta do serviço militar; tentativas de derrubar essa isenção foram bloqueadas pelo Xarife de Meca. 
Os Otomanos mantiveram uma força de guarnição de 7000 soldados sob o comando de oficiais, além da guarda pessoal do próprio Xarife de 500 homens. Guarnições adequadas estavam estacionadas nas cidades de Meca e Medina, enquanto pequenas guarnições eram mantidas em Jidá, Iambo e Ta’if - todas elas ao lado da estratégica Linha ferroviária do Hejaz. Além desses assentamentos, estradas e outras infraestruturas não estavam sob controle Otomano - as estradas para Iambo de Medina exigiam escoltas fortes e a rota ferroviária Meca-Medina era regularmente fechada por membros de tribos que exigiam pagamento pela passagem  - roubos e assassinatos eram comuns nessas estradas.
Os Otomanos completaram a Linha ferroviária do Hejaz, ligando Damasco a Medina, em 1908, mas a linha ferroviária foi severamente danificada durante a Primeira Guerra Mundial e depois abandonada. Em 1916, como resultado da Correspondência Hussein-McMahon, o Xarife Hussein ibne Ali declarou-se Rei do Hejaz.

## Demografia
A população exata do Hejaz é impossível de determinar, particularmente por causa da mobilidade de Beduínos e peregrinos, e também por causa da incapacidade das autoridades Otomanas de realizar um censo na Arábia. A população do vilaiete é dada pelo recenseamento Otomano de 1885 como sendo de 3 500 000. De acordo com William L. Ochsenwald, a população real do Hejaz, incluindo o 'Asir no final do século XX, variou de 400.000 a 800.000.
A maioria da população não estava assentada, e incluía nômades e seminômades que ganhavam a vida com a criação de gado. As tribos Beduínas dominavam a região, e o controle otomano sobre elas era indireto, nomeando governadores para Medina e Jidá, mas permitindo o governo local em outros lugares.

## Economia
A economia do vilaiete dependia fortemente da anual Haje e da peregrinação, quando os Muçulmanos de todo o mundo viajam para as cidades de Meca e Medina. A importância da peregrinação era tal que a maioria das pessoas da cidade, especialmente os residentes de Meca e Medina, confiavam nos lucros das peregrinações para o sustento diário. Muitos moradores trabalharam como guias para peregrinos, corretores de camelos, construíram e providenciaram acomodações para os peregrinos, venderam ou distribuíram água do Zamzam. Outros trabalharam na manutenção da Grande Mesquita de Meca e da Mesquita do Profeta como varredores, porteiros, servos, líderes de oração, pregadores ou limpadores de velas. Destas ocupações, a mais numerosa era os guias de peregrinação. Esses guias tinham a tarefa de organizar o alojamento do peregrino, o transporte, atuando como tradutores e em geral guiando o peregrino pelos rituais e orações exigidos. Além do pagamento de um peregrino, o guia também seria capaz de fazer qualquer transação em nome do peregrino.
As exportações primárias do Hejaz eram tâmaras, hena, peles, bálsamo de Meca, gomas, nácar e água do Zamzam. Como há poucos recursos naturais na região, a grande maioria dos produtos teve que ser importada, uma prática que continuou até ao início do século XX. 
O centro mercantil da região era a cidade portuária de Jidá, que era o principal porto do Mar Vermelho. Como o porto ficava na rota comercial do café do Iêmen e a rota comercial da Índia, navios da Arábia, Índia, África e do sul da Europa passavam regularmente pelo seu porto, com a maioria dos comerciantes europeus estabelecendo escritórios no porto. As tarifas Alfandegárias cobradas no porto eram outra fonte de renda tanto para o vilaiete quanto para o Emirado de Meca. A abertura do Canal de Suez em 1869 teve um impacto negativo no comércio de Jidá porque os navios a vapor podiam atracar em portos menores, como Iambo, na linha costeira do Mar Vermelho. 
Devido ao intenso calor da região e à escassez de chuvas, o Hejaz não poderia suportar uma economia baseada na agricultura. A Agricultura só era possível em oásis e na periferia irrigada das grandes cidades, com as tâmaras sendo a principal colheira. Tribos semi-nômades também se dedicavam á agricultura ou a ser pastores de ovelhas e camelos.

## Divisões Administrativas
Sanjacos do vilaiete:
1. Sanjaco de Meca (Mekke-i-Mükerreme)
2. Sanjaco de Medina (Medine-i-Münevvere); tornou-se um sanjaco independente no verão de 1910.[27]
3. Sanjaco de Cidde (Jidá)